# 딥 스로팅

딥 스로팅(영어: deep-throating)은 구강 성교 일종으로, 남성 성기를 목구멍까지 밀어 성적 쾌감을 얻는 섹스 가운데 하나다.
연구개를 건드릴 때 발생하는 자연 구토 반사로 말미암아 대부분 사람은 딥 스로팅을 하는 게 쉽지 않다.

## 같이 보기
- 이루마티오
- 구강성교
- 펠라티오
- 딥 스로트